# Blero
Blero (bürgerlicher Name Blerim Muharremi; * 19. Juli 1978 in Kosovska Mitrovica, SFR Jugoslawien, heute Kosovo) ist ein kosovarischer R&B-Sänger und Tänzer.

## Karriere
Durch Stevie Wonder und R. Kelly inspiriert, gelang Blero sein Durchbruch im Jahre 2004 mit der Single Kthehu Ti , welche zum ersten Album Hap I Parë von Blero gehört. An seinem ersten Album arbeitete Blero nach eigenen Angaben 6 Jahre. Dem ersten Album folgten bis heute 6 weitere erfolgreiche Alben.
Zusammen mit der albanischen Pop/Folk-Sängerin Rovena Stefa veröffentlichte er im Jahre 2005 die Single Mos Thuaj, welche vor allem in Albanien bekannt wurde. Einer der größten Hits war bisher Falma mit Shpat Kasapi, das im Jahre 2007 veröffentlicht wurde. Weitere Duette wie Crazy mit der albanischen Sängerin aus Nordmazedonien Leonora Poloska im Jahre 2008 und La Vida Loca mit der kosovarischen R&B-Sängerin Dafina Zeqiri im darauffolgenden Jahr verhalfen ihm zu noch mehr Bekanntheit.
Mit der englischsprachigen Single Can't U See erlangte er in Deutschland sowie in der Türkei einen kleinen Ruhm.

## Privates
Blero war mit der kosovarischen Schauspielerin und Moderatorin Teuta Krasniqi verheiratet. Die beiden sind seit dem 27. April 2010 Eltern des Mädchens Tara. Der Tochter zu Ehren veröffentlichte er 2010 das Album Tara, welches 14 Titel beinhaltet.

## Diskografie

### Alben
- 2004: Hap I Parë
- 2005: Bashkë
- 2006: Blero
- 2007: Falma
- 2010: Tara
- 2013: Fiksimi Im
- 2018: Per ty

### EPs
- 2019: 6 cope jete

### Kompilationen
- 2014: Best of

### Singles
| - 2005: Papritur - 2005: Më mungon - 2005: Mos Thuaj (mit Rovena Stefa) - 2006: Can’t U See - 2007: Falma (mit Shpat Kasapi) - 2008: Numer 1 (mit Etnon) - 2008: Crazy (mit Leonora Poloska) - 2009: La vida loca (mit Dafina Zeqiri) - 2009: Higher (mit Mc Kresha & Snupa) - 2009: Kthe biletën (mit Etno Engjujit) - 2010: Veq ti (mit Zajmina Vajsari) - 2010: Nuk mundem pa ty - 2010: You and Me - 2010: Rezerve (mit Etnon) - 2010: Sexy Moves (mit Zajmina Vajsari) - 2011: Summer Love (mit Astrit Stafa) - 2011: Dance (mit Astrit Stafa & Cekic) - 2011: Kthehu sonte (mit Lori) - 2013: Një moment (mit Maria) - 2013: Ajo apo ti - 2013: Buza (mit Soulkid) - 2014: Shume o ka ma Don (mit Dhurata Ahmeti) - 2014: Gjithcka (mit Dhurata Ahmeti) - 2014: N.U.N - 2015: Jo Jo - 2016: Athu - 2017: Ndale - 2017: Out of My Head (mit Franques & JD) - 2017: 5 (mit Shkurta Gashi) | - 2017: Per ty (mit Muharrem Ahmeti) - 2017: Mbylli syte (mit Albulena Ukaj) - 2017: Nje dite (mit Kole Oroshi) - 2018: Bingo - 2018: A e din (mit Ylber Osmani) - 2018: Ishe si lule - 2018: I Wanna Feel - 2019: Ke gabu (mit Leonora Jakupi) - 2019: T’kam humb (mit Kaltrina Selimi) - 2019: Fjalet (mit Buraku) - 2020: Harrova - 2020: Pse s’thash te ru (mit Fissi & Doni) - 2020: Lambo (mit L3O) - 2020: Merri sytë e mi - 2021: Deren e ki hap - 2021: Telenovela (mit Albos) - 2021: Hej Aman - 2022: Vet jeee (mit 47 Montana) - 2022: Dubai (mit Gadaf Dernjani & Landi Roko) - 2022: Moter e vlla (mit Lule Mustafa) - 2022: N’heshtje - 2022: Shtatori (mit Arta Zenelaj) - 2022: Ku je - 2023: Pesë (mit Shqipri Kelmendi) - 2023: Zemren ma ndale (mit Rafaela) - 2023: Fotografia - 2024: Ta dija (mit David Dreshaj) - 2024: Nuk muj pa ty (mit Nadi & Ervin Gonxhi) |